# Grupa Armii Belowa
Grupa Armii Belowa/Scholtza  (niem. Herresgruppe Below/Scholtz)  – związek operacyjny Armii Cesarstwa Niemieckiego.

## Charakterystyka
W sierpniu 1914 rozwinięto w Niemczech do etatów wojennych związki operacyjne (armie). Celem koordynacji działań poszczególnych armii, utworzono wyższe związki operacyjne – grupy armii. Były to tymczasowe jednostki organizacyjne czasu wojny złożone ze zmiennej liczby armii, samodzielnych korpusów i dywizji, przy czym sztab jednej z armii pełnił funkcję sztabu całej grupy.
Od 1 października 1916 koordynację działań niemieckiej 11 Armii oraz bułgarskich 1 i 2 Armii  na terenie Macedonii zapewniała Grupa Armii dowodzona przez gen. piechoty Otto von Belowa. Grupa Armii Belowa rozwinęła się na froncie salonickim. 23 kwietnia 1917 przemianowana została na GA Scholtza i formalnie pozostawała pod kontrolą bułgarską. Jej zadaniem było prowadzenia obrony przeciw wojskom Ententy z Armii Wschodu. Grupa ta została rozwiązana 6 października 1918 po bułgarskim zawieszeniu broni.

## Struktura organizacyjna
Skład w 1916:
- dowództwo grupy armii
- 11 Armia
- bułgarska 1 Armia
- bułgarska 2 Armia